# Caumont, Aisne
Caumont är en kommun i departementet Aisne i regionen Hauts-de-France i norra Frankrike. Kommunen ligger  i kantonen Chauny som ligger i arrondissementet Laon. År 2022 hade Caumont 546 invånare.

## Befolkningsutveckling
Antalet invånare i kommunen Caumont
Referens: INSEE